# Lista de filmes com temática LGBT da década de 1920
Esta é uma lista de filmes que contém personagens e/ou temática lésbica, gay, bissexual, ou transgênera lançados na década de 1920.
| Título                                | Ano  | Direção                               | País     | Gênero                | Elenco                                                                                            | Anotações |
| ------------------------------------- | ---- | ------------------------------------- | -------- | --------------------- | ------------------------------------------------------------------------------------------------- | --- |
| L'Homme du large                      | 1920 | Marcel L'Herbier                      | França   | Drama                 | Jaque Catelain, Roger Karl, Marcelle Pradot                                                       | trad. O Homem do Mar Baseado em um conto de Honoré de Balzac Duas mulheres trocam carícias e beijos em um bar.                                    |
| Le ménage moderne de Madame Butterfly | 1920 | Bernard Natan                         | França   | Erótico               | J.H. Forsell, Bernard Natan                                                                       | Conhecido por ser o primeiro filme pornográfico a incluir o sexo bissexual e homossexual                                                          |
| The Soul of Youth                     | 1920 | William Desmond Taylor                | EUA      | Drama                 | Lewis Sargent, Ernest Butterworth, Clyde Fillmore, Grace Morse, Lila Lee, Elizabeth Janes         | Um garoto órfão sofre com a crueldade dos outros e acaba vivendo no pecado nas ruas antes de ser resgatado por uma família                        |
| Hamlet                                | 1921 | Svend Gade, Heinz Schall              | Alemanha | Drama                 | Asta Nielsen, Paul Conradi, Mathilde Brandt, Eduard von Winterstein                               | Uma reimaginação da peça homônima de William Shakespeare onde Hamlet é secretamente uma garota                                                    |
| Isle of Love                          | 1922 | Fred J. Balshofer                     | EUA      | Drama                 | Julian Eltinge; Rudolph Valentino                                                                 | trad. Ilha do Amor Estrela a drag queen Julian Eltinge Uma reedição do filme An Adventuress de 1920                                               |
| Manslaughter                          | 1922 | Cecil Blount DeMille                  | EUA      | Drama                 | Thomas Meighan; Leatrice Joy; Lois Wilson                                                         | É baseado no romance homônimo de Alice Duer Miller Foi o primeiro filme a mostrar um beijo erótico entre pessoas do mesmo gênero                  |
| Augusto Aníbal Quer Casar             | 1923 | Luiz de Barros                        | Brasil   | Comédia               | Augusto Aníbal; Yara Jordão; Nair de Almeida                                                      | [ 8 ] |
| Leblebici Horhor                      | 1923 | Muhsin Ertuğrul                       | Turquia  | Comédia               | Behzat Butak, Elena Artinova, Maurice Méa                                                         | Primeiro filme turco a mostrar personagens travestis                                                                                              |
| Norrtullsligan                        | 1923 | Per Lindberg                          | Suécia   | Comédia               | Tora Teje, Inga Tidblad, Renée Björling, Linnéa Hillberg, Egil Eide, Tollie Zellman               | Segue um grupo de mulheres que vivem e trabalham juntas                                                                                           |
| Ponjola                               | 1923 | Donald Crisp                          | EUA      | Drama                 | Anna Q. Nilsson; James Kirkwood; Tully Marshal; Joseph Kilgour                                    | Baseado no livro homônimo de Cynthia Stockley |
| Salomé                                | 1923 | Charles Bryant                        | EUA      | Drama                 | Alla Nazimova, Michael Lewis, Rose Dione, Earl Schenck, Arthur Jasmine, Nigel De Brulier          | Baseado na peça homônima de Oscar Wile, que por sua vez é uma vaga reiteração da história bíblica de Herodes Antipas e a execução de João Batista |
| Michael                               | 1924 | Carl Theodor Dreyer                   | Alemanha | Drama                 | Walter Slezak; Benjamin Christensen; Nora Gregor; Robert Garrison                                 | Baseado no romance Mikaël de Herman Bang |
| Oberst Redl                           | 1925 | Hans Otto                             | Áustria  | Drama                 | Robert Valberg, Eugen Neufeld, Dagny Servaes                                                      | trad. Coronel Redl Baseado na carreira de Alfred Redl, chefe da contra-inteligência do Império Austro-Húngaro, que era homossexual                |
| Parisian Love                         | 1925 | Louis J. Gasnier                      | EUA      | Romance, Crime, Drama | Clara Bow, Donald Keith, Lillian Leighton, J. Gordon Russell, Hazel Keener                        | Uma mulher persuade o namorado a roubar um cientista, mas os dois homens acabam amigos                                                            |
| Beverly of Graustark                  | 1926 | Sidney Franklin                       | EUA      | Comédia Romântica     | Marion Davies; Antonio Moreno; Creighton Hale                                                     | Baseado no romance homônimo de George Barr McCutcheon                                                                                             |
| Der Geiger von Florenz                | 1926 | Paul Czinner                          | Alemanha | Comédia               | Elisabeth Bergner, Conrad Veidt, Nora Gregor, Walter Rilla                                        | trad. O Violinista de Florença |
| Irene                                 | 1926 | Alfred E. Green                       | EUA      | Comédia Romântica     | Colleen Moore, Lloyd Hughes, George K. Arthur                                                     | O personagem de Arthur é um homem gay |
| Why Girls Love Sailors                | 1927 | Fred Guiol                            | EUA      | Curta, Comédia        | Stan Laurel; Oliver Hardy                                                                         | [ 18 ] |
| Asas                                  | 1927 | William A. Wellman                    | EUA      | Drama Guerra          | Clara Bow, Charles "Buddy" Rogers, Richard Arlen, Gary Cooper                                     | O primeiro a ganhar o Oscar de melhor filme, também mostra o primeiro beijo entre pessoas do mesmo sexo na história do cinema                     |
| Gesetze der Liebe                     | 1927 | Magnus Hirschfeld, Richard Oswald     | Alemanha | Documentário          |                                                                                                   | Contém uma versão encurtada de Anders als die Andern                                                                                              |
| Der Himmel auf Erden                  | 1927 | Reinhold Schünzel, Alfred Schirokauer | Alemanha | Drama                 | Reinhold Schünzel, Charlotte Ander, Adele Sandrock, Erich Kaiser-Titz, Otto Wallburg, Paul Morgan | [ 22 ] |
| Rita ou Rito?                         | 1927 | Reinaldo Ferreira                     | Portugal | Comédia               | Alves da Costa, Fernanda Alves da Costa, Alberto Miranda, Alexandre Amores                        | |
| A Wanderer of the West                | 1927 | Robin Williamson                      | EUA      | Faroeste              | Kermit Maynard, Betty Caldwell, Frank Clark                                                       | Subtexto homoerótico e um personagem gay |
| Beggars of Life                       | 1928 | William A. Wellman                    | EUA      | Aventura, Drama       | Wallace Beery; Louise Brooks; Richard Arlen                                                       | trad. Os Mendigos da Vida |
| Geschlecht in Fesseln                 | 1928 | William Dieterle                      | Alemanha | Drama                 | William Dieterle; Gunnar Tolnæs; Mary Johnson                                                     | Também conhecido como Sex in Chains |
| A Paixão de Joana d'Arc               | 1928 | Carl Theodor Dreyer                   | França   | Histórico Drama       | Renée Jeanne Falconetti, Eugene Silvain, Maurice Schutz                                           | Subtexto lésbico |
| La Princesse Mandane                  | 1928 | Germaine Dulac                        | França   | Aventura              | Edmonde Guy, Ernst Van Duren, Jacques Arnna, Mona Goya, Yvonne Legeay, Paul Lorbert               | [ 27 ] |
| Die Büchse der Pandora                | 1929 | Georg Wilhelm Pabst                   | Alemanha | Crime, Drama          | Louise Brooks, Fritz Kortner, Carl Goetz; Daisy D'ora                                             | trad. A Caixa de Pandora Baseado nas peças Erdgeist e A Caixa de Pandora por Frank Wedekind                                                       |
| Finis Terræ                           | 1929 | Jean Epstein                          | Franças  | Drama                 | Jean-Marie Laot, Ambroise Rouzic                                                                  | trad. Os Pescadores de Sargaços Quatro pescadores acampam em uma ilha por três meses para colher algas                                            |
| Tagebuch einer Verlorenen             | 1929 | Georg Wilhelm Pabst                   | Alemanha | Drama                 | Louise Brooks, André Roanne, Josef Rovenský, Fritz Rasp, Vera Pawlowa, Arnold Korff               | [ 29 ] |
| That's My Wife                        | 1929 | Lloyd French                          | EUA      | Curta, Comédia        | Stan Laurel; Oliver Hardy                                                                         | [ 30 ] |
| The Wild Party                        | 1929 | Dorothy Arzner                        | EUA      | Comédia, Drama        | Clara Bow, Fredric March, Marceline Day, Shirley O'Hara, Adrienne Dore, Joyce Compton             | trad. Garotas na Farra Um grupo de garotas festeiras entra em uma confusão                                                                        |